# Jerzy Wojciech Borejsza
Jerzy Wojciech Borejsza (ur. 22 sierpnia 1935 w Warszawie, zm. 28 lipca 2019  tamże) – polski publicysta i historyk specjalizujący się w historii Polski i Europy XIX i XX wieku. Profesor nauk humanistycznych.

## Życiorys
Był wnukiem działacza syjonistycznego Abrahama Goldberga. Jego rodzice należeli przed wojną do Komunistycznej Partii Polski; ojciec, Jerzy, ucierpiał w 1949 w wypadku samochodowym i zmarł trzy lata później. W latach 1952–1953 studiował na Uniwersytecie Kazańskim, a następnie w latach 1953–1957 na Uniwersytecie Moskiewskim . W 1957 wstąpił do PZPR (z której wystąpił w okresie stanu wojennego). Do grona jego mentorów naukowych należeli m.in.: Ananiasz Zajączkowski, Witold Kula, Henryk Jabłoński, Stefan Kieniewicz i Henryk Wereszycki. W latach 1957–1958 był stażystą na Wydziale Historycznym UW . Od 1958 do 1964 pracował w Polskiej Akademii Nauk .
W 1962 uzyskał doktorat, a w 1968 habilitację na Uniwersytecie Warszawskim . Na uczelni tej był zatrudniony od 1964 do 1975 jako wykładowca . W 1966 wydał drukiem swoją pracę doktorską nt. polskiej emigracji po powstaniu styczniowym; za tę pracę przyznano mu nagrodę im. Emila Kipy.
W ramach represji pomarcowych zatrzymano wnioski o jego docenturę, pomimo obronienia habilitacji. W 1970 wydał biografię generała Komuny Paryskiej Walerego Wróblewskiego. W 1975 został usunięty z Uniwersytetu Warszawskiego za wygłoszenie wykładu na temat agresji ZSRR na Finlandię (orzeczenie komisji prof. Klemensa Szaniawskiego z 1981) i przeniesiony do Instytutu Historii PAN, gdzie pracował do śmierci, uzyskując tytuł docenta, a w 1983 profesora nadzwyczajnego . W 1990 uzyskał tytuł profesora zwyczajnego . W latach 2001–2011 piastował tam stanowisko kierownika Zakładu Systemów Totalitarnych i Dziejów Drugiej Wojny Światowej. Od 2004 był także profesorem Wydziału Nauk Historycznych UMK , a od 2009 Wydziału Nauk Politycznych i Stosunków Międzynarodowych tego uniwersytetu. Wśród wypromowanych przez niego doktorów znaleźli się: Edmund Dmitrów (1982), Joanna Nalewajko-Kulikov (2007), Marek Radziwon (2010).
W latach 1990–1991 wykładał (jako Gastprofessor) na Ruprecht-Karl-Universität Heidelberg. W okresie 1991–1996 pełnił funkcję dyrektora Centre Scientifique Polonais w Paryżu, a od 1996 do 1998 profesora EHESS i Uniwersytetu w Dijon. Był stypendystą EHESS (1959/1960, 1963), Fondazione Einaudi (Włochy 1970–1971), Alexander von Humboldt-Stiftung (RFN 1976–1978) oraz Historische Kommission zu Berlin (Berlin Zachodni 1984–1985). W latach 1989–1992 przewodniczył Radzie Nadzorczej Spółdzielni Wydawniczej „Czytelnik”. Członek TNW, PEN-Clubu, SPP oraz towarzystw naukowych polskich i zagranicznych, członek towarzystw i redakcji. Był sekretarzem komisji obchodów setnej oraz sto pięćdziesiątej rocznicy powstania styczniowego. Od 1991 do 1996 był dyrektorem Stacji Naukowej PAN w Paryżu.
Obszary zainteresowań badawczych: powstanie styczniowe, emigracja polska w XIX w., wojna krymska, socjalizm europejski w XIX w., stosunki międzynarodowe w Europie 1848–1945, historia europejskich totalitaryzmów (zwłaszcza faszyzmu włoskiego), historia polityczna literatury. Ogłosił drukiem kilkanaście książek oraz ponad 350 artykułów naukowych w dwunastu językach . Autor haseł w Polskim Słowniku Biograficznym i Słowniku biograficznym działaczy polskiego ruchu robotniczego.
Odznaczony został Krzyżem Oficerskim francuskiej Legii Honorowej (1996) oraz orderem kawalerskim Orderu Gwiazdy Włoch (2017) . Pochowany został na Cmentarzu Wojskowym na Powązkach w Warszawie (kwatera 28A-tuje-1).

## Życie prywatne
Wnuk działacza syjonistycznego, redaktora naczelnego „Hajntu” Abrahama Goldberga (1880–1933), syn działacza komunistycznego Jerzego Borejszy (1905–1952). Bratanek oficera NKWD i MBP, zbrodniarza stalinowskiego Józefa Różańskiego (wcześniej Józefa Goldberga, 1907–1981).
Miał dwóch synów.

## Publikacje
- Emigracja polska po powstaniu styczniowym (1966, nagroda im. Emila Kipy)
- Sekretarz Adama Mickiewicza: (Armand Lévy i jego czasy 1827–1891) (1969, wyd. 3 2005, ISBN 83-7453-637-3, nagroda Fundacji Kościelskich, 1974)
- Patriota bez paszportu (1970, wyd. 3 2008, ISBN 83-07-00682-1, wyd. litewskie 1974)
- Rzym a wspólnota faszystowska, (1981)
- Dalla propaganda all’agressione Fascismo e l’Europa orientale (1981)
- Rzym a wspólnota faszystowska (1981, nagroda Sekretarza Naukowego PAN)
- Mussolini był pierwszy. (1979, wyd. 2 1989, ISBN 83-07-01450-6)
- Piękny wiek XIX (wyd. 1 1984, ISBN 83-07-01218-X Nagroda Funduszu Kultury, wyd. 2 1990, wyd. 3 2010 – znacznie rozszerzone)
- Antyslawizm Adolfa Hitlera (1988, ISBN 83-07-01725-4)
- Szkoły nienawiści: historia faszyzmów europejskich 1919–1945 (2000, ISBN 83-04-04482-X, wyd. niemieckie 1999, wyd. hiszpańskie 2003)
- Śmieszne sto milionów Słowian... Wokół światopoglądu Adolfa Hitlera (2006, ISBN 83-89729-51-2)
- Totalitarian and Authoritarian Regimes In Europe. Legacies and Lessons from the Twentieth Century, ed. by Jerzy W. Borejsza and Klaus Ziemer, 2006
- Stulecie zagłady (2011)
- Edytor: Polacy i ziemie polskie w dobie wojny krymskiej (wespół z G.P. Bąbiakiem) (2008) oraz międzynarodowej księgi The Crimean War 1853–1856. Colonial Skirmish or Rehearsal for World War? Empires, Nations, and Individuals (2011).
- Ostaniec, czyli ostatni świadek (2018, ISBN 83-8032-273-8)